# جبل المطور

تعديل مصدري - تعديل

جبل المطور جبل لمطور هو أحد الجبال الشاهقة في منطقة يافع، ويعد ثاني أكبر جبل في يافع بعد جبل ثمر في منطقة لبعوس. يقع في موقع استراتيجي يتوسط يافع، مما يجعله حلقة وصل بين يافع لحج ويافع أبين.
التسمية والتاريخ
كان يُعرف الجبل قديمًا باسم جبل الشهب، وسُمي لاحقًا بجبل لمطور نسبةً إلى قبيلة المطري التي استوطنت المنطقة. يعود أصل قبيلة المطري إلى آل سالم من قبيلة قحطان.
السكان
يُعد آل سالم الشيخ أكبر المجموعات السكانية في جبل لمطور، يليهم آل عوض الشيخ، بالإضافة إلى بعض العائلات الأخرى.
الطبيعة والجغرافيا
يتميز جبل لمطور بالمدرجات الزراعية التي تغطيه من جميع الجهات، مما يجعله واحدًا من المعالم الزراعية المميزة في المنطقة.
الحدود الجغرافية
•الشمال: منطقة الوطح
•الجنوب: منطقة شعب
•الشرق: منطقة حمومة ورباط السنيدي
•الغرب: منطقة الراحة ويهر
الشخصيات البارزة
من أبرز الشخصيات الاجتماعية في جبل لمطور:
•الشاعر عبدالله ناصر بن سالم الشيخ
•عبدالرحمن بن عبدالله بن سالم الشيخ
•فضل عبدالرحمن بن سالم الشيخ
•صالح عبدالله صالح بن سالم الشيخ
•زيد يوسف أحمد بن سالم الشيخ
•الشاعر علي حسين بن سالم الشيخ
الأهمية التاريخية
يُعرف جبل لمطور بكونه نقطة ربط رئيسية لمشروع طريق رصد، مما عزز من مكانته كممر هام بين المناطق. كما يحتوي الجبل على نقوش أثرية قديمة يعود تاريخها إلى آلاف السنين، ما يشير إلى وجود حضارات قديمة استوطنت المنطقة. إحدى قرى عزلة القارة بمديرية رصد التابعة لمحافظة أبين، بلغ تعداد سكانها 432 نسمة حسب تعداد اليمن لعام 2004.